# بيتر إي. هاس
بيتر إي. هاس (بالإنجليزية: Peter E. Haas)‏ هو شخصية أعمال أمريكي، ولد في 20 ديسمبر 1918 في سان فرانسيسكو في الولايات المتحدة، وتوفي في 3 ديسمبر 2005.